# أندرو ماثيسون
أندرو ماثيسون (بالإنجليزية: Andrew Mathieson)‏ (10 أكتوبر 1989 في نيوزيلندا - ) هو لاعب كريكت نيوزلندي. شارك مع منتخب نيوزيلندا الوطني للكريكت. أما مع النوادي، فقد لعب مع Northern Districts men's cricket team ‏ وCentral Districts cricket team ‏.

## وصلات خارجية
- أندرو ماثيسون على موقع إي آس بي آن كريك إنفو (الإنجليزية)